# Кривцов, Юрий Иванович
Юрий Иванович Кривцов (род. 7 февраля 1979 года в Первомайске) — украинский и французский профессиональный велогонщик, мастер спорта Украины международного класса.

## Биография
Юрий Кривцов родился 7 февраля 1979 года в городе Первомайске, Николаевская область. Младший брат Юрия, Дмитрий, также профессиональный велогонщик.
Занятия велоспортом начал в Первомайской ДЮСШ у заслуженного тренера Украины Виктора Тофана. Впоследствии переехал в Донецк, где продолжил обучение под руководством Николая Мирзы.
Профессиональную карьеру начал в 2002 году в команде Jean Delatour (ныне R.A.G.T. Semences). В 2004—2011 годах выступал за команду AG2R Prévoyance, в 2008 году команда стала называться AG2R La Mondiale. С 2012 года — велогонщик украинско-итальянской команды Lampre-ISD.
В 2004 году в составе национальной сборной Украины принимал участие в XXVIII летних Олимпийських играх в Афинах.
Четырёхкратный чемпион Украины (1998, 2000, 2001, 2004 годов). Участник велогонки Джиро д’Италия: 2006 (114 место), 2007 (71 место), 2008 (107 место), 2009 (116 место). Принимал участие в Тур де Франс: 2003 (85 место), 2004 (95 место), 2005 (90 место). В 2007 году принимал участие в Вуэльте Испании, в итоге занял 48-е место.
16 сентября 2006 года решением сессии исполкома Первомайского городского совета награждён медалью «За заслуги перед городом».
В мае 2010 года Кривцов принял французское гражданство.
Кривцов женат, супруга — Наталья Коваль. В июле 2004 года у пары родился сын Денис. Живут в городке Сен-Себастьян-сюр-Луар (Франция).